# 特里文托
特里文托（義大利語：Trivento），是意大利坎波巴索省的一个市镇。总面积73平方公里，人口4978人，人口密度68.2人/平方公里（2009年）。ISTAT代码为070081。